# Diocesi di Taparura
La diocesi di Taparura (in latino Dioecesis Taparurensis) è una sede soppressa e sede titolare della Chiesa cattolica.

## Storia
Taparura, corrispondente all'odierna città di Sfax in Tunisia, è un'antica sede episcopale della provincia romana di Bizacena.
È noto un solo vescovo di questa diocesi, il cattolico Limeniano, che intervenne alla conferenza di Cartagine del 411, che vide riuniti assieme i vescovi cattolici e donatisti dell'Africa romana; in quell'occasione la sede non aveva vescovi donatisti.
Dal 1933 Taparura è annoverata tra le sedi vescovili titolari della Chiesa cattolica; dal 1º luglio 1993 il vescovo titolare è Pietro Gabrielli, S.D.B., già vicario apostolico di Méndez.

## Cronotassi

### Vescovi
- Limeniano † (menzionato nel 411)

### Vescovi titolari
- Mark Kenny Carroll † (27 settembre 1967 - 16 gennaio 1976 dimesso)
- Gilbert Ignatius Sheldon † (12 aprile 1976 - 28 gennaio 1992 nominato vescovo di Steubenville)
- Pietro Gabrielli, S.D.B., dal 1º luglio 1993